# Willylp
WillyLP es el nombre artístico del pintor cubista suizo Willy L'Eplattenier La Chaux-de-Fonds, 1953, adscrito al cubista, pinta con óleo y realiza grabados.

## Biografía
Nació en la ciudad suiza de La Chaux-de-Fonds en 1953, hijo único de una familia de artistas.
Descendiente de la familia L'Eplattenier en el que Charles L'Eplattenier de la Escuela de Arte de La Chaux-de-Fond fue el profesor de Le Corbusier (Charles Édouard Jeanneret-Gris). Charles L'Eplattenier fue el quien orientó Le Corbusier hacia la pintura y después hacia la arquitectura.
Creativo autodidacta, realiza su primera exposición en España en 1997 en la Sala de exposición Manuel Coronado de Águilas, provincia de Murcia.
Estilísticamente sigue las líneas de los pintores cubistas tal Juan Gris, el desarrolla su propia técnica y pone color en un arte que es la continuación del cubismo órfico.

## Obras en colecciones y museos
.2014 Museo Janienko en Kiev
.2010 Museo y Palacio de Tudemide en Orihuela

## Exposiciones
.2015 Participación FIARTE en Churiana de la Vega (Granada)
.2014 Participación como artista invitado MAG 2014 en Montreux (Suiza)
.         Participación homenajes a los pintores clásicos españoles en Gallery Triptych Art en Kiev (Ucrania)
.         Exposición infividual Nouvelle Galerie du Tunnel en Charmey (Suiza) 2014,.
.         Participación homenaje a “Maidam” gallery M17 en Kiev (Ucrania) 
.2013 Exposición individual Gallery Triptych Art en Kiev (Ucrania)
.2012' Exposición individual, Sala Gran Capitán en Granada
.2011 Exposición en la Galería Nelly L ́Eplattenier en Lausanne (Suiza)
.         Exposición individual “Órdago al color” Galería Cartel Málaga
.2010 Exposición individual “Miguel Hernández” Palacio de Tudemide en Orihuela
.         Exposición individual temática en Orihuela por el centenario del nacimiento del poeta Miguel Hernández “Miguel Hernández elevado al cubo” (septiembre de 2010). Palacio San Juan .de Dios (Alicante – España)
.        Exposición individual “La musique et la femme” Palacio Concha Sandoval, Lorca (Murcia - España)
.        Exposición individual Galería-Bar Garum en Málaga 2009 Participación al Montreux Art Gallery – Montreux (Suiza)
.2009 Exposición individual “Le nouveau cubisme” Galería Cartel – Fine Art, Granada (España)
.         Exposición individual Galería-Bar Garum en Málaga (España)
.2008 Exposición individual Galería ArtLin en Calabardina (Murcia)
.         Exposición individual Galería Kuriosum de Friburgo, (Suiza)
.         Exposición individual Galería “Ensambles de Simbologia y Emociones” “La Quimera” Alfacar – Granada (España)
.         Exposición colectiva “Los mejores de agosto” Galería Felicia Hall en La Herradura - Granada
.2007 Participación a la muestra de arte multicultural en Lorca (Murcia- España)
.         Sala de exposiciones del Hotel Corona en Granada. (España)
.2006 participación a la Feria Interculturales Espiral en Lorca (Murcia- España)
.2005 Sala de la Escuela de Artes Pláticas de Lorca “La sección Aurea”, Palacio Concha Sandoval, Lorca (Murcia- España)
.2004 Sala de exposición “Pierre KERN” Lausanne (Suiza)
. Desde 1999 hasta 2004 obras en exposición permanente en la Galería Belozzi en Vevey (Suiza)
.2000 Sala de la Cultura del Il. Ayuntamiento de Pulpí (Almería- España)
.1998 Primer certamen de arte al Aire Libre Calabardina (Murcia- España)
.         Casino de Águilas “Ateneo de los Artes”(Murcia- España)
.1997 Casa de la Cultura Manuel Coronado en Águilas “El realismo – El cubismo” (Murcia- España)